# 多米尼加共产党
多米尼加共产党（西班牙語：Partido Comunista Dominicano）是多米尼加的一个已不存在的共产主义政党。该党成立于1944年，初称多米尼加革命民主党；1946年，改名为多米尼加人民社会党；1965年，改名为多米尼加共产党。该党成立后积极进行反对特鲁希略独裁统治的斗争，长期处于非法状态。1961年特鲁希略政权倒台后，一些流亡的领导人回国重新开展活动，处于半合法状态。1963年10月军事政变后，该党再次转入地下。1965年，该党参加爱国军人弗朗西斯科·卡马尼奥领导的起义和反对美国干涉的武装斗争。1977年10月，该党获得合法地位。1996年，该党与“七月二十一日革命力量”、“革命和人民解放力量”、“一月十二日解放运动”合并为新政党“革命力量”。该党的机关报是《共产党人之声》。